# Kingdom Under Fire: A War of Heroes
Kingdom Under Fire: A War of Heroes (ou simplement Kingdom Under Fire) est un jeu vidéo de stratégie en temps réel développé par Phantagram et édité par Gathering of Developers, sorti en 2001 sur Windows. Le jeu oppose deux factions avec d'un côté les humains et les elfes et de l'autre les orques et les ogres. Chaque camp dispose de paysans qui peuvent collecter les trois ressources du jeu (l'or, la mana et le minerai) et construire les bâtiments nécessaires à la création d'une armée. Le jeu propose deux campagnes (une pour chaque camp) composées de 20 scénarios. Ces derniers inclus notamment des scénarios inspiré des jeux vidéo de rôle dans lesquels le joueur contrôle un héros, parfois accompagné de quelques compagnons, lors de quêtes dont l'objectif est généralement de récupérer des objets magiques et qui lui permettent de gagner de l'expérience et de nouveaux pouvoirs.

## Système de jeu
Kingdom Under Fire est un jeu de stratégie en temps réel dans la lignée de Warcraft II. Comme dans celui-ci, le joueur doit collecter des ressources et construire des infrastructures qui lui permettent de créer une armée pour combattre ses ennemis. Le jeu oppose deux factions, avec d’un côté les humains et les elfes et de l’autre les orques et les ogres. Chaque camp dispose de paysans qui peuvent collecter les trois ressources du jeu (l'or, le mana et le minerai) et construire les infrastructures nécessaires à la création d’unités.
En solo, le jeu propose une campagne pour chaque camp, composées chacune d’une vingtaine de scénarios. Parmi ces dernières se trouvent notamment des missions inspirées des jeux vidéo de rôle dans lesquels le joueur contrôle entre un héros et trois héros, parfois accompagné de quelques compagnons, lors de quêtes dont l'objectif est généralement de récupérer des objets magiques. Au cours des missions, les héros accumulent de l'expérience et gagnent des niveaux. A chaque passage à un niveau supérieur, les héros améliorent leurs caractéristiques (attaque, défense, déplacement, intelligence…) et débloquent de nouvelles capacités. Ils peuvent de plus récupérer et s’équiper d’armes et d’objets magiques. Le mode multijoueur permet à jusqu’à huit joueurs de s’affronter dans deux modes de jeu différents : un mode stratégie en temps réel inspiré de Warcraft et un mode jeu de rôle dans lesquels des héros s’affrontent dans des matchs à mort ou des captures du drapeau. Le jeu propose enfin un éditeur de niveau qui permet au joueur de créer ses propres cartes et scénarios.

## Accueil
| Kingdom Under Fire    |      |        |
| Média                 | Pays | Notes  |
| Computer Gaming World | US   | 1/5    |
| Gamekult              | FR   | 5/10   |
| GameSpot              | US   | 5.5/10 |
| Gen4                  | FR   | 13/20  |
| IGN                   | US   | 7.2/10 |
| Jeuxvideo.com         | FR   | 16/20  |
| Joystick              | FR   | 49 %   |

Aux États-Unis, le jeu s'est vendu à 20 000 exemplaires.